# پوشش‌دهی کرومات

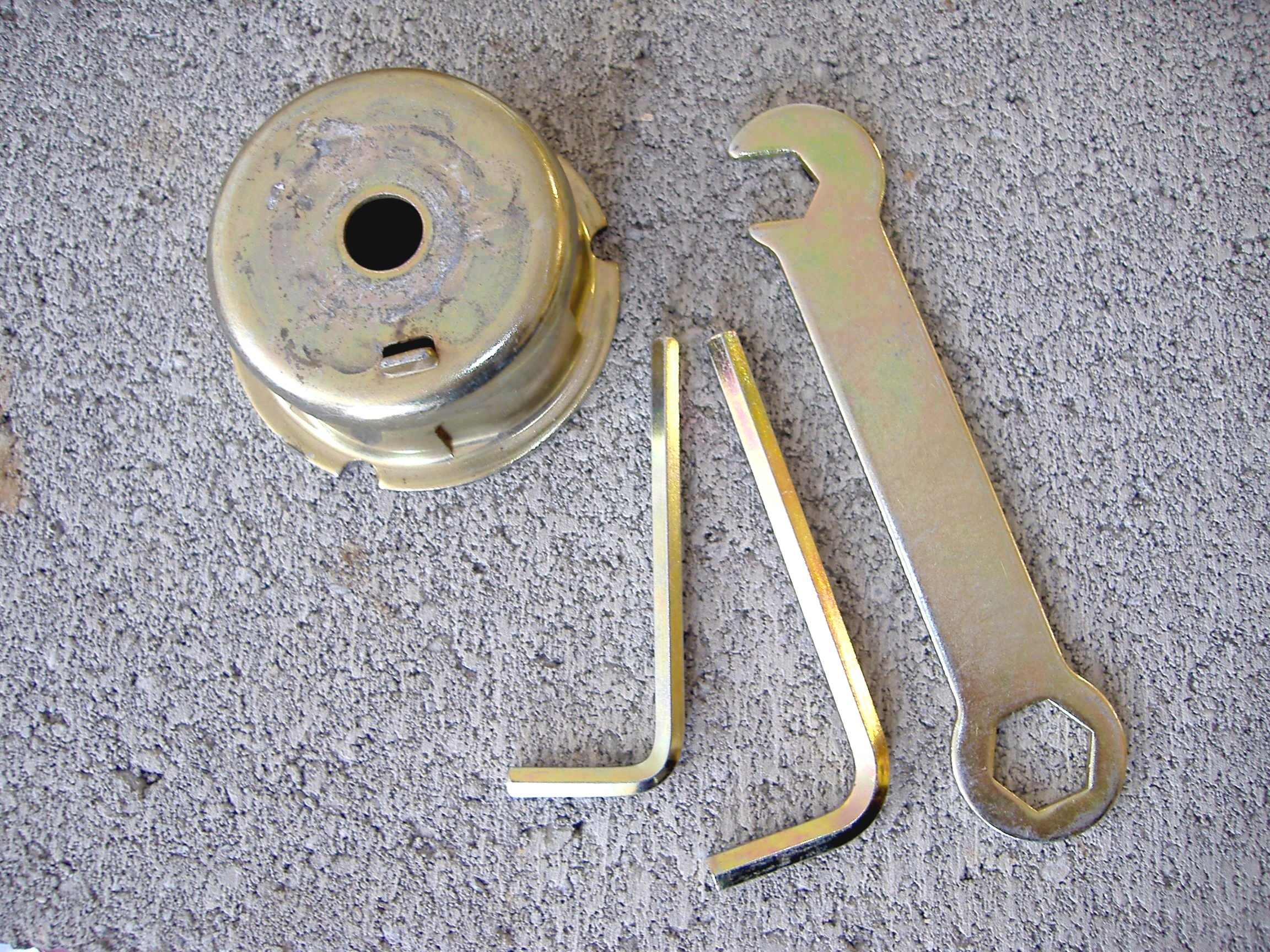
پوشش تبدیل روی-کرومات بر روی قطعات فولادی

پوشش‌دهی تبدیلی کرومات (به انگلیسی: Chromate conversion coating) نوعی از پوشش‌دهی تبدیلی ست که به کروماته کردن نیز مشهور است و به عملیات شیمیایی و الکتروشیمیایی فلزات و پوشش‌های فلزی محلول‌هایی گفته می‌شود که در آن‌ها اسید کرمیک، کرومات یا دی کرومات باشد. نتیجه چنین عملیاتی ایجاد پوشش محافظ تبدیلی، شامل ترکیبات کروم سه ظرفیتی و شش ظرفیتی بر روی سطح فلز است. این روش برای غیرفعال سازی آلیاژهای فولاد، آلومینیوم، روی، کادمیم، مس، نقره، منیزیم و قلع به کار می‌رود. کروماته کردن در درجه اول به عنوان یک بازدارنده خوردگی، بتونه، پرداخت تزئینی یا برای حفظ رسانایی الکتریکی استفاده می‌شود. این فرایند به دلیل وجود کرومات یافت شده در کرومیک اسید، که به کرومیوم شش ظرفیتی نیز معروف است، اینگونه نامگذاری شده‌است.
پوشش‌های تبدیلی کرومات عموماً به وسایل روزمره از قبیل فلزآلات و ابزار مختلف اعمال می‌شوند و معمولاً از طریق رنگ خاص رنگین کمانی سبز-زردشان قابل تشخیص اند.
امروزه به این فرایند بیشتر پوشش آلودین (به انگلیسی: alodine coating) گفته می شود.

## محدودیت‌ها و روند تغییرات
کرومیک اسید پراستفاده‌ترین ماده در فرایندهای حمام‌های غوطه ور، که در آن‌ها این پوشش‌ها اعمال می‌شوند، است. هرچند به دلیل سمی بودن کرومیوم شش ظرفیتی، که به هرحال بسیار متداول است، فرایندهایی بر پایه کرومیوم غیر شش ظرفیتی در سطح تجاری در حال گسترش اند. یکی از روش‌های جایگزین، از کرومیوم سه ظرفیتی استفاده می‌کند. در اتحادیه اروپا، در مورد حذف کرومیوم شش ظرفیتی در تجهیزات الکتریکی و الکترونیکی عموماً به رهنمود RoHS (محدودیت مواد خطرناک) و برای کاربردهای گسترده‌تر شامل فرایندهای پوشش تبدیلی کرومات، بتونه‌های رنگ و آماده‌سازی‌های دیگر، به رهنمود REACH (قوانین ثبت، ارزیابی، صدور مجوز و محدودیت مواد شیمیایی) ارجاع داده می‌شود.

## موارد استفاده
از این پوشش‌ها در صنایع مختلفی مانند صنایع ماشین‌سازی، الکتریکی، الکترونیکی، ارتباطات راه دور و صنایع موتوری خودکار استفاده می‌شود. آن‌ها نیز با جایگزین کردن برخی فلزات معین به جای فلزاتی که طول عمر کمتری دارند، نقشی مهم و کاربردی دارند. به عنوان مثال می‌توان از روی کرماته شده، که جایگزین فلزات با پوشش کادمیم شده‌است، نام برد.

## مزایا
- افزایش مقاومت به خوردگی فلز یا پوشش محافظ فلزی: در اینجا ظهور اولین آثار خوردگی بر روی فلز پایه و فلز پوشش به تعویق می‌افتد.
- کاهش خسارات ناشی از آثار انگشت (خراش‌های سطحی)
- افزایش میزان چسبندگی رنگ‌ها و سایر پوشش‌های آلی
- رنگ پذیری یا پذیرش بهتر سایر پوشش‌های تزئینی

## فلزهای پایه

### آلومینیوم
پوشش‌های تبدیلی کرومات بر فلز پایه آلومینیومی با عبارات روبرو شناخته شده‌اند: غشا شیمیایی، ایریدیت زرد و برندهای Iridite و الوداین (در بریتانیا Alocrom). این پوشش همچنین عموماً در صنعت هوانوردی برای پوشش دادن بخش‌هایی از جنس آلیاژهای آلومینیوم استفاده می‌شود.
نتایجی که از انجام کروماته بر روی آلومینیوم انتظار می‌رود همان نتایجی ست که از فسفاته بر روی فلز انتظار داریم با این تفاوت که این نوع پوشش مقاومت بسیار بیشتری در مقابل عوامل خورنده نشان می‌دهد.
انواع زرد و سبز و بیرنگ این کروماته هم‌اکنون در دسترس است و به الوداین شهرت دارد.
در کروماته زرد، کروم شش ظرفیتی بر روی سطح می‌نشیند و در کروماته سبز و بیرنگ کروم سه ظرفیتی. دما نبایستی در حین انجام عملیات از ۶۵ درجه تجاوز کند و قطعه بایستی کاملاً تمیز و بدون چربی باشد و در صورت استفاده از چربی گیر قلیائی بایستی از وان سود و اسید نیتریک هم بهره جست اما در صورت استفاده از چربی گیر اسیدی نیازی به این مراحل نیست.
زمان نگهداری قطعه آلومینیومی در محلول کروماته بستگی به رنگ دلخواه دارد که از ۳۰ ثانیه الی ۲ دقیقه می‌باشد و بهترین دما برای آن نیز بین ۲۰ تا ۳۰ درجه است.
Iridite NCP نوعی پوشش تبدیلی غیر کرومیومی برای فلز پایه‌های آلومینیومی ست.
متداول‌ترین استاندارد استفاده شده برای اعمال پوشش تبدیلی کرومات به آلومینیوم، در ایالات متحده آمریکا MIL-DTL-5541 و در بریتانیا Def Stan 03/18 می‌باشد.

### منیزیم
الوداین همچنین به پوشش‌دهی کرومات آلیاژهای منیزیم نیز می‌تواند تعمیم داده شود.

### پوشش‌های فسفاتی
پوشش‌های تبدیلی کرومات می‌توانند روی پوشش‌های تبدیلی فسفاتی، که بر فلز پایه‌های آهنی استفاده می‌شوند، نیز اعمال شوند. این فر آیند به منظور بالابردن تأثیر پوشش فسفاتی استفاده می‌شود.

### فولاد
فولاد و آهن نمی‌توانند به‌طور مستقیم پوشش کروماتی داده شوند. اما فولاد روی اندوده شده، می‌تواند کروماته شود. (به بخش روی در پایین مراجعه شود)

### روی
کروماته کردن معمولاً به منظور بالابردن طول عمر، بر روی بخش‌های گالوانیزه اعمال می‌شود. پوشش کرومات مانند رنگ عمل می‌کند، به این صورت که قطعه رویی را از خوردگی سفید حفظ می‌کند و بدین سان طول عمر قطعه، وابسته به ضخامت لایه کرومی، به طرز چشم‌گیری بالا می‌رود. فولاد و آهن نمی‌توانند به‌طور مستقیم پوشش کروماتی داده شوند. کروماته کردن فولاد روی اندودشده، حفاظت کاتدیِ روی از فلز پایه پایینی فولادی را در برابر زنگ زدگی بالا نمی‌برد.
تأثیر حفاظتی پوشش‌های کروماتی بر روی توسط رنگ آن مشخص می‌شوند می‌شود، که از بی‌رنگ / آبی به زرد، طلایی، زیتونی یکنواخت و سیاه پیش می‌رود. پوشش‌های تیره‌تر عموماً به مقاومت در برابر خوردگی بیشتری می‌انجامند. هرچند رنگ پوشش‌ها می‌تواند توسط رنگ زنی نیز تغییر کند، بنابراین رنگ نمی‌تواند شاخص کاملی از فرایند استفاده شده باشد.
ISO 4520 پوشش‌های تبدیلی کرومات را بر روی آبکاری شده و پوشش‌های کادمیومی تصریح می‌کند. ASTM B633 نوع || و |||، روی اندود کردن به علاوه کروماته کردن قسمت‌های آهنی و فولادی را مشخص می‌کند.

## ترکیبات شیمیایی

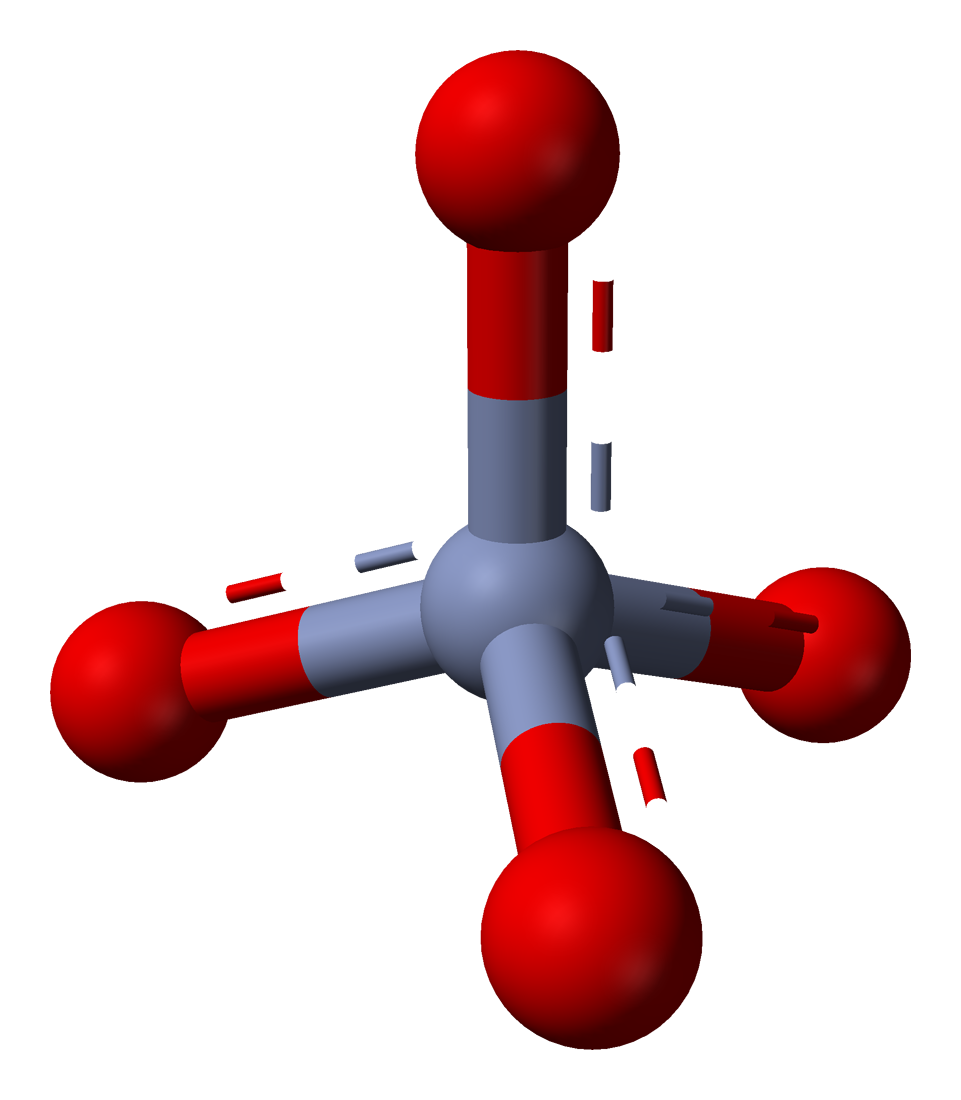

ترکیب شیمیایی محلول‌های پوشش کروماتی بسته به جنس ماده‌ای که قرار است پوشش داده شود و تأثیر نهایی مورد نیاز، به‌طور گسترده تغییر می‌کند. بیشتر فرمول‌های این محلول‌ها اختصاصی هستند.
فرایند کروناک (به انگلیسی: Cronak process) که به‌طور گسترده برای روی و کادمیم استفاده می‌شود، از غوطه ور کردن در محلولی با دمای اتاق به مدت ۵ تا ۱۰ ثانیه تشکیل شده‌است. این محلول از ۱۸۲ گرم بر لیتر کریستال سدیم دی کرومات (Na2Cr2O7 · 2H2O) و سولفوریک اسید با غلظت ml/l تشکیل شده‌است.
ایریدیت ۱۴–۲، که پوشش تبدیلی کروماتی برای آلومینیوم است، کرومیوم ۶ اکسید، باریم نیترات، سدیم سیلیکووفلوراید و فری سیانید را دارا می‌باشد.
پوشش‌های کروماتی در ابتدای اعمال، نرم و ژلاتینی هستند ولی با گذر زمان، سخت شده و آب گریز می‌شوند.
پختن این پوشش‌ها می‌تواند با حرارت دهی به آن‌ها تا دمای ۷۰ درجه سانتی گراد سرعت داده شود ولی دماهای بالاتر می‌تواند در نهایت منجر به آسیب دیدگی پوشش شود.